# Роксгайм
Роксгайм (нім. Roxheim) — громада в Німеччині, розташована в землі Рейнланд-Пфальц. Входить до складу району Бад-Кройцнах. Складова частина об'єднання громад Рюдесгайм.
Площа — 5,94 км2. Населення становить 2663 ос. (станом на 31 грудня 2020).

## Галерея

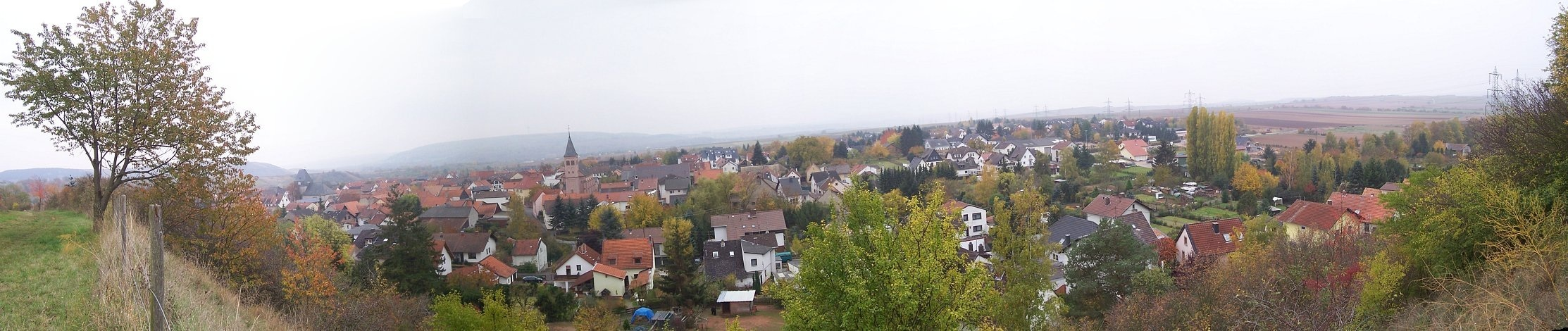
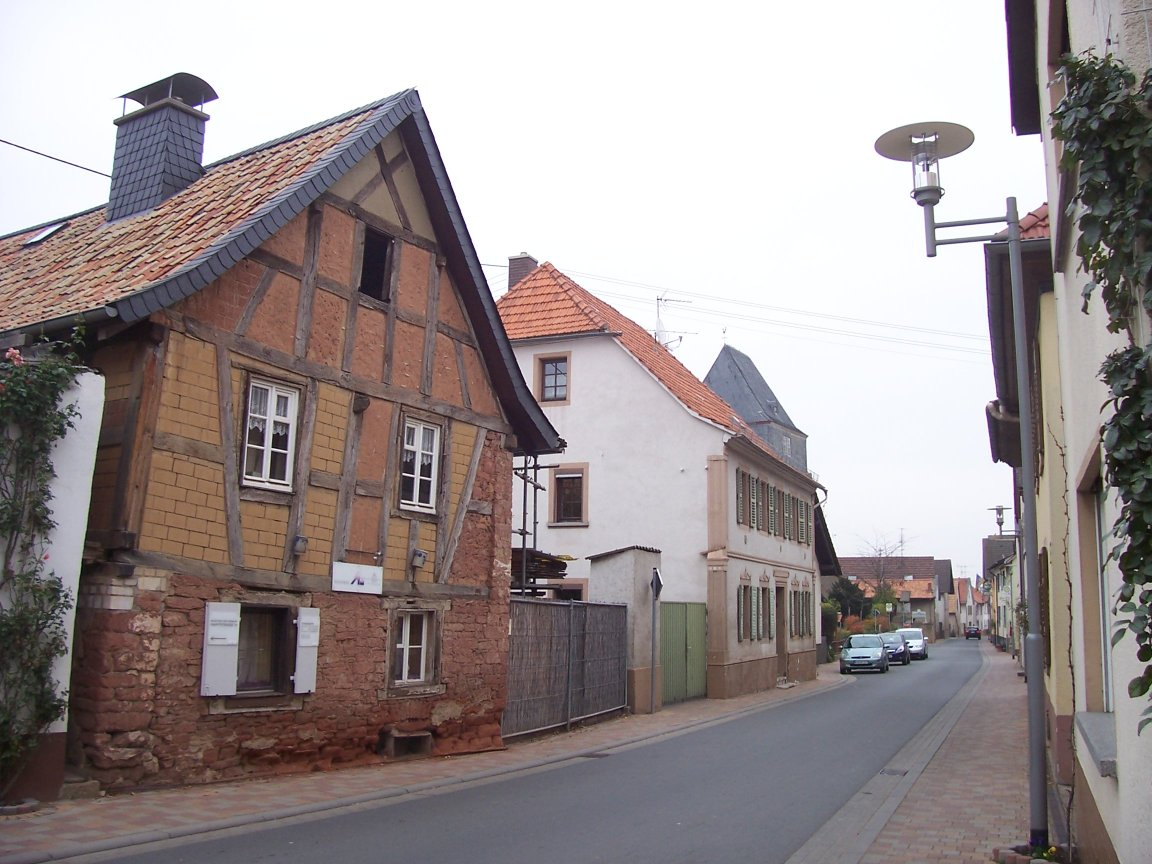